# Clapet
Un clapet est un dispositif mécanique ou a minima un élément mobile d'un mécanisme qui permet de réguler un flux ou encore d'arrêter, restreindre ou accélérer l'écoulement des fluides, par exemple de s'opposer au passage d'un liquide ou d'un gaz dans un conduit ou vers une sortie, ou au contraire de favoriser son évacuation.

## Variété d'acceptions du mot technique

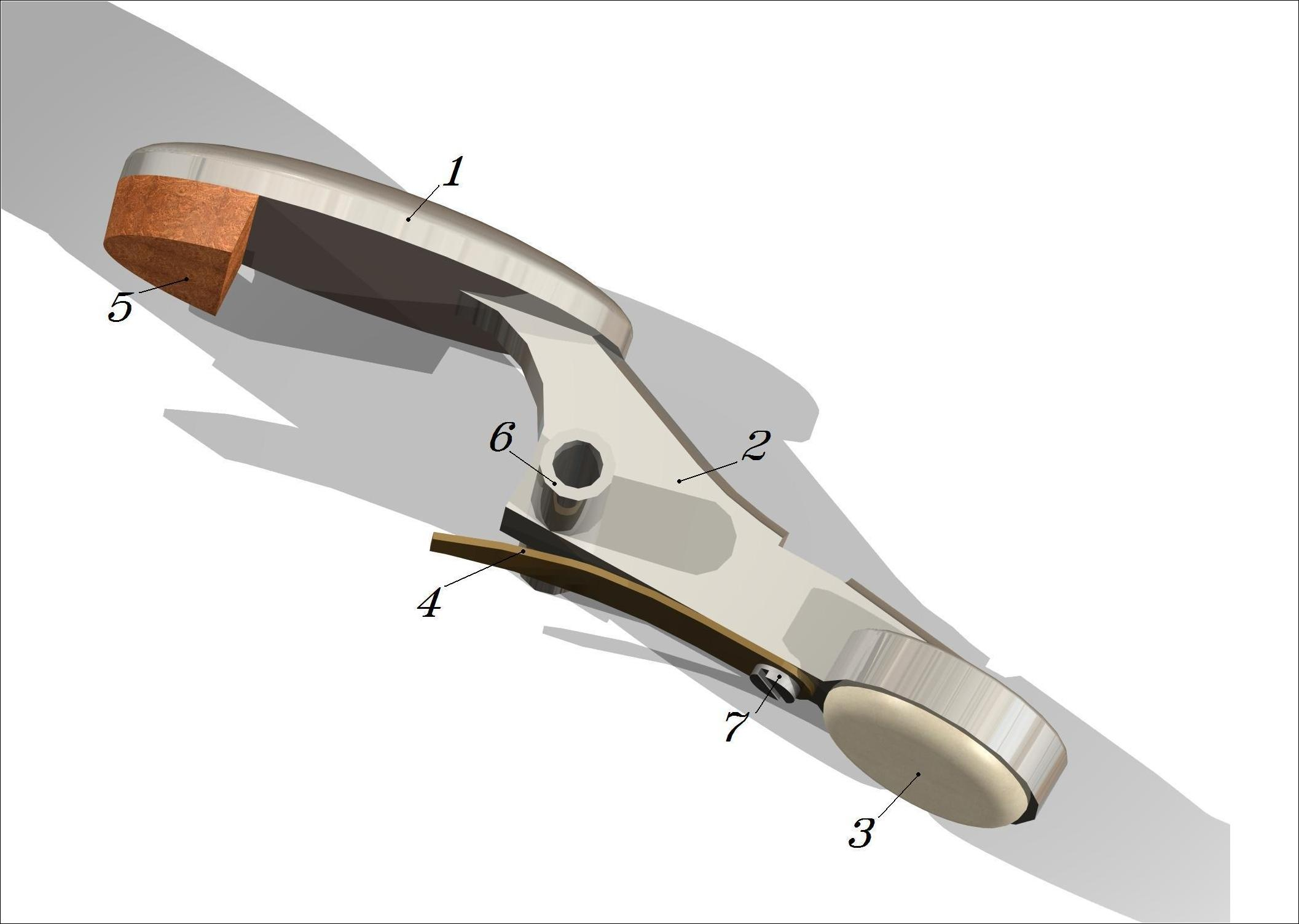
Clef de clarinette

Il peut s'agir, selon diverses acceptions parfois anciennes ou assez proches, dans des champs techniques différents :
- d'un élément en partie mobile, adapté à un orifice, d'une soupape, d'une valve ou d'un obturateur spécifique, d'une valvule, parfois représenté par un simple volet, voire une rondelle de cuir ou de caoutchouc, pour signaler, empêcher ou permettre le passage dudit fluide
- d'un clapet d'aspiration ou de refoulement d'une pompe ou d'un compresseur de gaz
- de soupapes d'admission ou d'échappement d'un moteur thermique, moteur à vapeur, moteur à combustion etc.
- d'un clapet de retenue, pour empêcher automatiquement le retour en arrière du fluide, à l'aide d'une bille ou d'un battant qui vient s'appuyer sur un siège préparé ou usiné. Cet accessoire de tuyauterie permet également de réguler l'apport d'un produit ou corps chimique qui y circule.
- d'un clapet anti-retour, dispositif assez similaire au précédent, qui impose la circulation d'un liquide dans un seul sens, comme dans le cas ancien de l'alimentation de vérin ou d'une pompe à bras. Ce dispositif autrefois à battant ou à bille peut concerner les gaz. Le "clapet anti-odeur" est une application de ce type particulier de clapet anti-retour sur canalisation, également valable pour entraver les bruits et les reflux d'égouts.
- d'un clapet coupe-feu empêchant le retour de fluides brûlant,
- d'un élément de sécurité limitant la pression dans une conduite, par exemple empêchant une surpression en retour, voire un coup de bélier ou des cavitations, qui pourrait détruire et la canalisation (tuyauterie) et son équipement (pompes, vannes, capteurs etc.)
- de la commande d'ouverture d'un évent comme pour les clefs de certains instruments à vent ;
- d'un composant d'un système de ventilation ou d'aération, de chauffage ou de ventilation.
- du dysfonctionnement du sphincter oesophagien inférieur, dit problème du "clapet à l'estomac".

Les chalands à clapets désignent des structures flottables dont le fond est constitué par des volets susceptibles de s'ouvrir , pour provoquer la vidange au moment opportun. La flottabilité peut être assurée par des ballasts latéraux étanches. Ces engins de taille ou de superficie parfois gigantesque peuvent être employé pour l'évacuation de débris ou de déchets industriels, pour transporter les produits de dragage, voire assurer la construction, entretien ou réparation en partie basse des chantiers maritimes ou l'évacuation des navires ou ouvrages terminés sur ces mêmes chantiers vers le plan d'eau.
Le clapet peut encore désigner un mécanisme de fermeture ou d'ouverture, par exemple pour une trappe avec un clapet métallique. La trappe peut être aussi bien un piège spécifique mis en place en remontant le clapet, qu'un conduit d'accès ou d'évacuation pour des hommes, marins ou sous-mariniers. Avec des exigences parfois plus techniques, la manœuvre délicate de clapets et de portes implique pour le béotien la sécurité et la mise à niveau de pression du sas de compression ou capsule de décompression, pour la plongée profonde ou l'aventure spatiale.

## Définitions anciennes et origine du terme technique
Au début du XXe siècle, Henry de Graffigny peut définir, en correspondance simple, le clapet en mécanique comme la partie mobile d'une soupape et une soupape de façon générique comme un orifice fermé par un clapet mobile. En aérostation, le verbe "soupaper" signifie alors ouvrir la soupape pour laisser échapper le gaz et ajuster la pression dans le ballon. Les ressorts de soupape sont des ressorts à boudin en acier qui assurent la fermeture automatique d'une soupape à gaz ou à air, en rappelant le clapet sur son siège. La charge d'une soupape, ainsi définie par Graffigny, est "la résistance au soulèvement du clapet d'échappement qui résulte du poids que doit soulever cette soupape ou de l'élasticité d'un ressort à boudin". La valve en mécanique est une soupape à clapet mobile disposée sur le trajet d'un tuyau.
Les soupapes commandées désignent celles où le mouvement du clapet est commandé mécaniquement. En hydraulique, les robinets peuvent être asservis à un flotteur à clapet, qui explique leurs ouvertures ou leurs fermetures. Le clapet des installations hydrauliques le plus communes correspond, selon Marcel Lachiver, une espèce de soupape pratiquée dans une écluse de manière à s'ouvrir et se fermer par la seule action des eaux (de remplissage ou de vidange). Le clapet est aussi une petite soupape, adaptée à une chaudière qui peut s'ouvrir et se fermer automatiquement en fonction de la seule pression du gaz. Le terme de "soupape à clapet" convient autant à l'écluse qu'aux chaudières. Les turbines à bâches fermées, employées en agriculture pour le vannage, peuvent libérer ou arrêter le flux d'air, à l'aide de clapets.
Que ce soient dans les soufflets, les pistons, les cylindres de pompes et autres machines, le mécanicien constructeur du XIXe siècle est obligé d'y placer des soupapes qui livrent passage aux fluides, mais puissent se fermer hermétiquement dans des circonstances prévues. Le clapet désigne alors la pièce qui bouche et débouche l'ouverture, et permet la circulation des fluides.

### Définitions et origines lexicales
Selon Le Petit Robert, un clapet est une soupape en forme de couvercle à charnières, ce qui fait allusion au(x) clapet(s) d'une pompe et rappelle la définition proposée par Antoine Furetière dans son dictionnaire universelle en 1690 : terme de Mechanique, espèce de petite soupape qui se lève & qui se ferme par le moyen d'une simple charnière. Le dictionnaire Larousse confirme qu'au sens premier, le clapet correspond à une soupape, qui se lève et se ferme, pour permettre ou empêcher le passage d'un fluide, dans le jeu d'une pompe, d'un moteur, de certains instruments de musique (clapet de tuyau d'orgue, clapet à anches...) etc. Mais il rappelle aussi un sens second de "pièce articulée", soit servant à la fermeture d'un sac de dame, d'un article de sellerie ou de voyage, soit d'un appareil ou d'un dispositif, qui peut ainsi être soulevée et abaissée, voire employée comme couvercle, dans le cas du téléphone à clapet. L'allusion au travail du cuir n'est point fortuite : le cuir fort était utilisé pour réaliser les clapets des pompes autrefois. Dans la marine, au niveau de la pompe d'épuisement, le clapet correspond à un morceau de cuir fort, cloué ou serré par des vis, entre deux petits plateaux de métal, qui sert de charnière sur un bord de l'ouverture de la heuse et de la chopine.
Le mot technique préalablement défini, adapté au pompe ou au refoulement de l'eau, sur un navire normand, n'apparaîtrait qu'en 1516 dans la langue française. L'inventaire du matériel de la grand nef La Louise, rédigé le 14 novembre 1516, précise : Ladite nef garnye pareillement de trois pompes à gecter l'eau d'icelle, les deux pompes assises et l'autre de provision, garnyes de bonectes et clapetz. L'origine la plus couramment proposée est le verbe intransitif claper attesté en 1517 selon les notes de Delboulle, signifiant "frapper, frapper en faisant du bruit". Ce verbe claper existe pourtant bel et bien en ancien français, cité en 1160 dans "La Chronique des ducs de Normandie" de Benoît de Sainte-Maure. La variante orthographique moderne de ce verbe, clapper, est d'abord usitée dans l'expression clapper de la langue, signifiant "produire un bruit sec avec la langue en la détachant brusquement du palais", d'où le mot clappement. Le lexicographe Pierre Larousse semble convaincu que le verbe français clapper ou claper provenait de l'allemand klappen, faire du bruit. D'où sa définition du verbe "produire des clappements" et son application phonétique à un clappement singulier, la langue d'abord appliqué contre le palais, ou dialectale typique des anciens Hottentots ou des Bushmens. Notons que le verbe allemand actuel klappen, polysémique, relève de plusieurs catégories grammaticales : 
- verbe intransitif, il signifie en premier manière triviale, "aller, marcher, (bien) fonctionner, (bien) se passer", mais aussi sur un autre registre "claquer, frapper en faisant du bruit".
- verbe transitif, il signifie "relever ou baisser" (un col d'habit, un couvercle, etc.).

Pourtant, il semble que la filiation du terme technique soit plus assurée avec le verbe clapeter ou sa variante clapoter, les deux attestés en 1611 dans le dictionnaire ou "Dictionarie" franco-anglais de Randle Cotgrave. Il s'agit ici de caractériser l'agitation d'un surface liquide, ou quasiment liquide ou à viscosité élastique, mouvement susceptible de produire un son ou bruit caractéristique par entrechoquement de petits paquets du liquide portés par un courant contraire. D'où le clapotement, attesté en 1654 selon Du Tertre, avec le clapotement des semelles sur la glaise, ou mieux le clapotis, mot employé dans le dictionnaire de la marine rédigé par Charles Romme de 1792 à 1813, qui montre une surface liquide agitée de vaguelettes, dont l'origine des ondes reconnues est le passage du vent sur le plan d'eau.
D'un point de vue de lexicographie historique, faut-il invoquer une racine clapp d'origine nordique ou une simple onomatopée, parfois associée au bruit saccadé ? Les deux hypothèses semblent se mêler, autant par le clap des prises cinématographiques, à l'origine de la fonction française de "clapman", que par les séances rythmées de clapping que les supporters islandais ont popularisées en 2016 lors de l'Euro organisé en France.

#### Sens figuré: dérive ou retour sémantique?
Le mot clapet quittant son registre technique a pris un usage figuré et populaire, il désigne trivialement une bouche qui s'ouvre et se ferme : 
- pour émettre un son : un clapet est une bouche qui parle.

D'où les expressions familières : Ferme ton clapet (Tais toi autoritaire), Rabattre son clapet, Quel clapet ! (ici pour s'indigner d'un bavardage intempestif).
- pour ingurgiter ou cracher : Le verbe claper peut signifier prosaïquement manger.

La "boîte à clapet" désigne la bouche, en argot parisien dévoilé en 1907. Il existait encore un vieux mot et un vieux verbe français au début du XIXe siècle : une clapète était un babil ou un bavardage, et le verbe clapeter signifiait babiller, bavarder, crier, faire du bruit.

### Élément ancien et essentiel au corps de pompe
La similitude du mot français avec le mot technique allemand de genre féminin, die Klappe est frappante, jusque dans la prononciation. La définition complémentaire proposée dans le dictionnaire allemand français, spécialisé dans les techniques d'extraction et d'exploitation minières, de Jean-Baptiste Beurard reproduit celle du dictionnaire de Furetière : espèce de petite soupape qui se lève et se baisse par le moyen d'une simple charnière. Le minéralogiste et agent des mines lorrain rappelle son premier usage dans le terme composé die Pumpenklappe, c'est-à-dire le clapet ou la soupape d'une pompe.
La machine pneumatique d'Otto von Guericke, lointain prototype de nos pompes à air ou à vide, mise au point autour de 1650, se schématise en une robuste pompe, actionnée par une manivelle, dont le jeu est assuré par deux clapets, un placé à la partie supérieure du corps de pompe, l'autre sur le piston. Dans la partie fermée, où se fait le vide, le savant de Magdebourg qui peut ainsi estimer la densité du fluide retiré qu'est l'air, démontre la nécessité pratique d'une sphère, d'abord en cuivre puis en épais verre soufflé.
Le mathématicien Louis-Benjamin Francœur définit le clapet en hydraulique comme la pièce principale d'une pompe, faisant l'office d'une soupape, destinée à ouvrir ou fermer alternativement le passage de l'eau que l'on veut élever. Il décrit un assemblage d'un cuir de forme ronde et plus large, garni sur ces faces opposées de deux rondelles ou platines de métal, solidement attachées par des vis. Une languette du cuir forme une queue attachée au piston ou au diaphragme qui ferme le tuyau de la pompe. Dans son Abrégé, Francœur limite de façon laconique le clapet à une espèce de soupape en usage dans les pompes communes.
L'ingénieur civil L. Knab, répétiteur à l'école centrale des arts et manufactures, précise qu'il s'agit d'un organe essentiel de la plupart des pompes à mouvement rectiligne alternatif. Le qualificatif associé au clapet définit les fonctions qu'il remplit. Il précise que le clapet d'aspiration est celui qui permet d'introduire l'eau dans la pompe, alors que le clapet de refoulement permet sa sortie. Le clapet de sûreté a pour but de prévenir toute rupture du tuyautage : il est chargé par un ressort dont la tension est légèrement supérieure à la pression du liquide. L'évolution technique vers un pompage puissant et fort incite les concepteurs à donner de faibles levées aux clapets, avec des dimensions relatives de plus en plus grande par rapport à celles du piston, pour diminuer la vitesse d'écoulement de l'eau à travers les orifices. Mais, pour les grandes pompes, apparaît l'avantage de multiplier le nombre de soupapes pour fractionner la section totale soumise à ouverture et fermeture. Si l'orifice est proportionnel au carré du diamètre, le poids du système mobile s'estime approximativement en raison de son cube.
Soit Ω la section totale offerte au passage de l'eau, et n le nombre d'orifice ou de soupapes de diamètre d, prenons A B et C des constantes caractéristiques des formes adaptées, calculons le poids de l'ensemble P.
Nous avons Ω = n A d² et P = n B d³, d'où l'expression de P 
Si Ω reste constant, autrement dit à ouvertures égales d'écoulement, le poids P total du système mobile tend à diminuer lorsque le nombre de soupape croît.
Il existe divers types de clapets : i) clapet ordinaire ou à surface plane, ii) conique, iii) sphérique ou hémisphérique.
i) Le clapet ordinaire correspond essentiellement à un disque de cuir, de caoutchouc ou gutta-percha, conçu pour s'appliquer exactement sur son siège tout en gardant une queue en forme de fine languette qui l'attache à distance du trou. Inséré entre deux disques métalliques en doublure de protection, nommées rondelles ou platines, qui se rassemble fortement sur le cuir par des vis, la pièce multicouche peut conserver une bonne rigidité et comme la rondelle inférieure offre un diamètre moindre que celui de l'orifice, elle y pénètre légèrement en laissant le cuir, qui dépasse des platines, se reposer sur les bords. Afin de prévenir une trop grande ouverture et un reversement en arrière catastrophique du clapet, le soulèvement de celui-ci est empêché par un arrêt fixe au-delà d'une certaine inclinaison. Lorsque la baie de la soupape est importante, l'ouverture est formée en parallélogramme, divisé en deux triangles au moyen d'une traverse, qui sert de base à l'attache de deux clapets triangulaires, qui peuvent fermer plus facilement ladite ouverture. Si la baie est grande et de symétrie circulaire, une traverse placée sur un diamètre peut supporter l'attache de deux clapets plans demi-circulaires. Notons que plus le côté d'attache du clapet est grand, plus la charnière peut être renforcée et solide, ce qui garantit contre l'infiltration des gaz et des liquides et minimise les fuites. Ainsi lorsqu'on couvre un orifice carré par un clapet carré, l'emploi d'une charnière d'un quart est recommandé, et trois quart de partie ouvrante sont ménagé. Mais il est préférable, pour minimiser les éventuelles fuites, d'accomplir une ouverture en carré long, avec un tiers de charnière et deux tiers de partie ouvrante. Plus le clapet carré s'allonge, plus la charnière grandit en taille, et devient avantageuse, assurant une même prise d'air ou fluide.
ii) Le clapet conique est entièrement métallique. Une anse permet de l'enlever du siège, et un guide inférieur très allongé lui permet d'y retomber. La pièce fondue en bronze ou en fonte de fer, est conformée en tronc de cône tourné et rôdé, qui vient s'appliquer sur le siège constituant l'ouverture de la soupape. Ce tronc de cône porte en partie supérieure un mamelon de forme circulaire ou carré qui sert de butoir et qui fait la jonction de l'attache. Le mouvement ascensionnel du clapet est souvent limité par la présence d'un couvercle, mu par un pas de vis. Dans les soupapes circulaire, à circonférence de fuite, des machines usinées avec soin, les clapets ne possèdent plus de charnières, mais sont déterminées par leurs formes qui s'insèrent dans la baie. Toute forme ronde se prêtait autrefois à des opérations de rodage ou d'ajustage et offrait des garantie contre les fuites redoutées.
iii) Le clapet sphérique ou postillon est une simple sphère métallique, dont les mouvements d'oscillations libres sont limités par des brides, à partir d'une ampleur de mouvement qui serait susceptible de l'emporter trop loin. Les propriétés géométrique de la bille offrent l'avantage, lorsqu'elle retombe sur le siège évidemment aux bords évidés et arrondis en creux, d'obturer efficacement l'orifice. L'ensemble du mécanisme peut être moulé en bronze, ou réalisé en acier fondu. Ainsi allégé, il offre une meilleure résistance. L'habile mécanicien et hydraulicien Girard avait imaginé un maintien idéal du clapet par un faible ressort ; la levée s'effectue en fonction de la vitesse du piston, et lorsque le mouvement du piston s'amortit, la soupape regagne progressivement de son siège par effet de la réaction du ressort et finit par s'y poser sans choc, avec douceur, au moment où le piston arrive au point mort. Il existe également des postillons, moins lourds, à forme hémisphérique. tout se passe comme si l'hémisphère disparue était remplacée par une anse, ce qui permet au besoin d'enlever le postillon par un simple crochet. Par contre, au pôle de l'hémisphère inférieure faisant clapet, une queue est fixée avec un contre-poids pour assurer et le retour et la verticalité nécessaire du système.
Les clapets se manœuvrent par l'effet mécanique du fluide en mouvement, à défaut de la main, dans les systèmes anciens. Dans les pompes, c'est le mouvement suivant la direction de pression qui les ouvre et les ferme, et leur course est limitée par un toc sur lesquels ils viennent butés sous un angle déterminé, afin d'ouvrir la section nécessaire à l'écoulement. Les pistons à eaux comportent diverses ouvertures, fermées par des clapets pour assurer le fonctionnement des pompes. Les clapets peuvent être de simples plaques de caoutchouc posées sur les orifices des pistons, ce qui permet de démasquer ou obstruer lesdits orifices. Ils peuvent être remplacés, dans une variante évoluée et usinée, par des clapets métalliques, associés à leurs sièges, faisant corps avec les pistons. Les clapets usagés ne sont pas tous jetés : ils sont recommandés, à l'instar d'autres joints ou rondelles en caoutchouc encore souples, comme "gomme à effacer" en dessin d'atelier.

### Autres dispositifs techniques de la Belle Époque

#### Simples conduites de fluides: eau, air
Pour les conduites d'eau, l'opérateur leur confère le mouvement au moyen d'une vis : la forme de la chapelle et le mode d'articulation distinguent la variété des systèmes à clapet. Elles sont par exemple spécifiques aux conduites d'eau de la Ville de Paris ou aux grues hydrauliques du chemin de fer, avec les constructeurs mécaniciens Petit, Neustad et Bonnefond, Bonnin, Devanne, etc.
Jean-Baptiste Beurard traduit par clapet ou petite soupape qui se meut par une charnière, le diminutif allemand das Schnepperlein usité en technique d'affinage. Il s'agit ici d'évacuer l'excès dangereux de pression des gaz d'une enceinte chauffée, soit de réguler l'entrée d'air et donc d'oxygène. Concrètement, cela peut prendre la forme technique de papillons ou de petites plaquettes de fer rondes : dans les fourneaux d'affinerie, ces obturateurs mobiles se placent, fixées par charnière, à l'extrémité des buses ou canons de soufflets. Le vent les fait lever et son absence se refermer, ce qui empêche la flamme de s'introduire dans les soufflets. Dans la métallurgie du plomb, ce dispositif de clapets peut rabattre le courant d'air sur le bain de métal et en accélérer si possible l'oxydation. Une pratique allemande de chauffe de l'acier privilégie toujours à la Belle Époque un clapet réglant le tirage de la cheminée, par exemple associé à un tuyau de 1 à 4 mètre sous la voute où il régule le flux.

#### Chaudières et machines à vapeur
Divers types de clapets étaient présents autrefois dans de multiples équipements techniques, associés ou non à des pompes, concernant des foyers, chaudières, diverses machines à vapeur, avec leurs injecteurs, régulateurs, détendeurs et condenseurs, ainsi que dans les premières turbines. Dans le cas du foyer Prideaux, le clapet inférieur bloque la descente du piston dans un bain amortisseur à huile. La manipulation d'une vis ouvrant le passage de l'huile vers le haut ralentit encore la fermeture du volet. Pour le surchauffeur Schmidt, la vapeur qui peut atteindre 400°C passe par un clapet de distribution. Un petit cheval désigne une pompe externe, horizontale ou verticale, qui assure l'alimentation en eau des chaudières, de façon régulière et continue. Le "Petit Cheval de Belleville" peut se décrire par en corps de pompes avec ses clapets, placé dans le prolongement d'une pompe à vapeur avec son clapet auxiliaire. L'ingénieur Henri Giffard a inventé son injecteur pour machine à vapeur, en employant un clapet de retenue, qui se soulève, en admettant une certaine quantité d'eau d'alimentation dans la chaudière, et se renferme facilement du fait de la pression de la chaudière, assurant une fonction anti-retour. Pour l'injecteur double des frères Koerting, le clapet de retenue obstrue le conduit de refoulement de l'eau. Il existe d'autres appareils d'alimentation alternatif, disposant d'une soupape oscillante : le pulsomètre Boivin nous offre son clapet d'aspiration et son clapet de refoulement, de l'eau par la vapeur. Le régulateur automatique à valve possède, sur le conduit de retour, un clapet de retenue, afin d'empêcher les matières étrangères de pénétrer dans le générateur. Le régulateur automatique Fromentin utilise un clapet sur la tubulure d'arrivée d'eau, s'ouvrant de l'extérieur vers l'intérieur, par effet de vide causée par la condensation d'eau. Certains détendeurs de pression se servent d'un clapet, ouvert au repos, comme le détendeur Belleville et le détendeur Wenger. Ce dernier limite le passage de la vapeur, par le clapet commandant le circuit entre la vapeur sortie de la chaudière et la machine motrice, grâce à un ressort du le piston qui pousse sur le clapet.
Dès 1880, la réglementation des chaudières met l'accent sur la sécurité des installations, et impose un manomètre fiable, deux indicateurs de niveau d'eau, une soupape de sûreté, un clapet de retenue d'eau d'alimentation et un autre de retenue de vapeur, sans oublier le soupape d'arrêt de vapeur. L'indicateur de niveau d'eau Lethuilier et Pinel emploie deux clapets sphériques, et la chaudière bénéficie d'une boîte à clapet. La soupape de sûreté Wilson est totalement indépendante de la soupape d'écoulement, ce qui justifie son appellation. Son clapet, soulevé par la pression de vapeur, revient sur un siège. Pièce essentielle pour empêcher la vidange catastrophique de la chaudière, en cas d'incident, le clapet automatique de retenue d'eau est un clapet comportant une tige verticale et associé à un siège. Cette tige contrôle son élévation d'ouverture. Le flux d'eau extérieur ouvre le clapet facilement, mais le clapet empêche l'eau de la chaudière de s'écouler de s'écouler en retour, justifiant son qualificatif anti-retour. Le clapet automatique de retenue de vapeur est recommandé pour les chaudières groupées en batterie, empêchant leurs explosions successives. Bien employé, ce clapet bloque le flux retour de vapeur et isole ainsi les chaudières. Le clapet de retenue à un seul sens est l'équivalent d'une soupape libre d'arrêt, par exemple pour la vapeur. Le clapet de retenue de vapeur Belleville est disposé entre le collecteur épurateur de vapeur et la prise de vapeur : ce clapet, maintenu par une tige, se ferme dans le sens opposé au courant. Le clapet de retenue à deux sens, offrant une sensibilité au réglage, régule de l'extérieur vers l'intérieur de la chaudière, acceptant les variations brusques de la pression vers l'intérieur. Le "clapet de retenue Carette" se présente sous la forme de deux clapets coniques, rendus solidaires par une balance réglable. Le clapet de retenue à boulet est un clapet double entre deux tubulures, le boulet en pression basse repose sur son siège, sinon il tend à boucher une des deux tubulures, en retenant le flux. Le clapet de retenue Pile est conçu à base de cylindres. La soupape Barbe se place à la partie inférieure de la chaudière, elle permet d'arrêter la chaudière en surpression.
La conduite des machines à vapeur à régulation automatique nécessitait de vérifier l'état des clapets, à commencer par la retenue d'eau dans la moindre chaudière. Le 10 juin 1880, une terrible explosion de générateur à vapeur à foyer interne retentit à Roanne, ville industrielle. L'accident est dû à une vidange intempestive de l'eau de la chaudière, le manque d'eau du générateur créant une surchauffe des parois et de vapeur catastrophique.
L'évolution technique radicale de la construction de machines à la fin du XIXe siècle tend à supprimer les clapets de conception ancienne, coûteux à entretenir, dont le terme est jugé ringard, ou même les clapets élaborés, usinés et modernes, que l'on préfère dénommer "soupapes". Un retour en grâce, y compris de la terminologie, auprès des ingénieurs mécaniciens apparaît avec les préoccupation de sécurité des procédés, souvent automatiques, vers 1880. Les fonctions cruciales de distribution ou de condensation nécessitaient encore parfois des clapets, de même que dans certaines pompes à graissage, pompes à air ou à vide, diverses machines à vapeur ou quelques machines compounds, voire certaines turbines. Le distributeur Corliss  à bielles suspendues dévoile un petit clapet au niveau du cylindre amortisseur qui contrôle, tout en douceur, le conduit d'admission de vapeur. Le distributeur à soupape Collmann emploie une "rondelle-clapet" qui bloque l'écoulement de l'huile sur les petits trous de la face horizontale du piston amortisseur.
Le condenseur Allen, analogue à une pompe à air, utilise des jeux de clapets très légers, associés aux compartiments du condenseur. Ils sont appliqués sur leurs sièges par des ressorts à boudins. Les clapets d'aspiration s'ouvrent de haut en bas, les clapet de refoulement de bas en haut. Le condenseur muni de pompes à air à double effet se caractérise par des clapets d'aspiration à partir de la chambre de condensation et des clapets de refoulement ouverts vers le haut du bac enrobant, le fonctionnement desdits clapets peut être inversé, d'où l'appellation de double effet. Les clapets restent simples en ce qui concerne le condenseur Garnier Faure-Beaulieu à piston plongeur à double effet. Le condenseur mis au point par la Société alsacienne de constructions mécaniques abrégé en SACM est le fruit d'une révision d'ingénieur, qui en adaptant les organes, supprime les clapets d'aspiration de la pompe à air à double effet. Mais il reste le corps de pompe, avec ses lumières obstruées par clapet caoutchouc, ainsi que les clapets de refoulement. Le condenseur par mélange Piguet et Cie présente, outre une série de clapets, la particularité d'avoir un clapet manœuvré au moyen d'un volant depuis la salle des machines. Le condenseur par mélange Dujardin prend la forme d'une cloche de condensation, un clapet conique commande une douche d'eau qui permet de condenser la vapeur provenant du haut par un conduit étroit. Mais il a fallu placer impérativement des clapets atmosphériques munis d'un contre-poids ou flotteur, pour laisser pénétrer l'air extérieur si le niveau de l'eau devient anormal dans la cloche de condensation. Ce dispositif permet la surveillance du niveau d'eau, et ce type de clapet est nommé par les ouvriers mécaniciens "reniflard à flotteur" ou encore "reniflard casse-vide", car sa fonction en s'ouvrant est bien de supprimer tout vide perturbateur dans ladite cloche, ainsi que de provoquer par contre-coup l'évacuation de l'eau excédentaire. La pompe à air conçue par l'ingénieur Albert Dujardin comporte deux corps de pompes à simples effet, les pistons étant munis de clapets sur leurs faces supérieures. Le bon fonctionnement d'un clapet nécessite qu'il assure, fermé, une étanchéité cruciale et qu'il ne se détériore pas trop vite à l'usage. Une pompe à aire ou une pompe à vide nécessitait ainsi un entretien régulier à la Belle Époque. Trois principaux types de clapets se sont ainsi développés :
- i) le clapet en caoutchouc, par exemple le disque élastique associé à une tige avec calotte sphérique qui sert de butée. ces clapets souples montent et descendent selon les forces de pression. Dans les pompes à air des condenseurs, ces clapets doivent être facilement remplaçables lors de l'entretien programmé suivant l'usage et surtout peu chère.
- ii) le clapet métallique s'impose dès que la température du milieu, ou ses variations thermométriques, dépasse 40°C, ce qui cause une détérioration rapide du caoutchouc. Le clapet métallique est en général associé à un siège en fonte avec moyeu, sur lequel est fixé la tige guide du clapet, qui se termine par un repos fixe, sur lequel vient buter un ressort à boudin, terminant une tension normalisée minimale d'ouverture par effet de pression du fluide.
- iii) Les mécaniciens de marine emploient une variante, le clapet Corliss, dénommé "clapet transatlantique", fabriqué en série, très léger, peu onéreux et facile à remplacer. Ce clapet est un disque en bronze, qui est fermé avec un ressort en acier, de forte tension, appuyant sur un capot. Si la pression repousse le ressort, l'ouverture du clapet est constatée.

Le condenseur à contre-courant Weiss utilise un clapet d'évacuation d'eau anti-retour. Les pompes à graissage pouvaient se servir aussi d'un clapet de refoulement, facilement nettoyable à la vapeur, expulsant l'huile vers le conduit de refoulement, jusqu'au tiroir et au cylindre. Diverses machines préfèrent garder ou employer le clapet, c'est le cas de la machine de Corliss 1867, dont l'eau et l'air excédentaires sont refoulés à travers des clapets dans une bâche, collecté ensuite par un tuyau de trop-plein. La machine Corliss du Creusot présente des clapets d'aspiration et de refoulement du condenseur en bronze phosphoreux, résistant à la température, facile à surveiller et surtout plus durable et sans nécessité beaucoup d'entretien. Ces rondelles minces en cette matière battent ou s'appuient sur des sièges en bronze, tout en étant guidées, sans frottement pendant leur levée, par des ressorts hélicoïdaux, en bronze phosphoreux, qui servent à les rabattre brusquement sur leur siège. La masse en mouvement est très faible, ce qui permet à la pompe à air de fonctionner à toute vitesse. La machine Weyher et Richemond, conçue par la société centrale installée à Pantin par Charles-Louis Weyher et Émile Richemond, deux ingénieurs de l'école centrale des arts et manufacture, conduit sa vapeur vers la boîte de distribution du cylindre, au moyen d'une valve à clapet commandée par un volant à main. Une "soupape-clapet" introduit la vapeur à haute pression : elle est soumise à un régulateur. Plus l'ouverture est grande, plus la machine prend de la vitesse. Lors de la mise en route, ce dispositif est manœuvré à la main. Le condenseur de la machine compound de Chaligny consiste en une chambre de condensation, une pompe à air et une boîte à clapets qui s'occupe de la circulation entre les deux premières entités. La machine Ruston Proctor garde un clapet d'admission de vapeur actionné par un volant. La pompe à air de la machine à soupapes SFCM a des clapets métalliques formés d'anneaux creux reposant sur des lumières circulaires : si la levée est réduite, la section d'écoulement offerte est généreuse, grâce à une section totale d'ouverture importante. La machine compound tandem Carels dispose d'un "clapet-valve", manœuvré en salle de machine. Ce clapet spécifique, retrouvé par ailleurs dans la machine compound demi-fixe tandem R. Wolf des ateliers de Magdebourg-Buckau, fait fonctionner la machine avec ou sans le condenseur/condensateur, c'est-à-dire à défaut permet l'échappement à l'air libre. Le clapet de la machine de Willans et Robinson, qui commande l'arrivée de la vapeur, se meut dans une cloche cylindrique percée de trous. Ce clapet mobile comporte des ouvertures qui peuvent être mises en correspondance avec les lumières de la cloche. La machine des ateliers d'Augsbourg et Nuremberg comporte sur son condenseur, placé en bas, à la fois une pompe à air avec sur ces fonds deux séries de clapets s'ouvrant de bas en haut, et un piston portant sur sa face supérieure une série de clapets s'ouvrant de même de bas en haut. La machine à triple expansion Delaunay-Belleville dévoile, disposé verticalement, un régulateur à force centrifuge, qui couvre et commande un clapet-valve qui règle l'arrivée de vapeur dans le cylindre de haute pression.

#### Turbines
Technologie radicalement différente, les turbines ont parfois conservées l'usage de clapets des premiers temps. La turbine Curtiss garde des tuyères à clapets d'admission de vapeur. Ces clapets opèrent une double régulation économe : ils limitent la quantité juste nécessaire de vapeur vive, et ils assurent l'emploi du nombre minimal de tuyères actives, juste nécessaires. En septembre 1914, Jules Alexandre Dejust, ingénieur de l'école centrale des Arts et Manufactures, détaille au second congrès de la houille blanche l'action du petit clapet du régulateur de pression. Ce clapet percé d'un petit trou est porté par un piston relié au vannage. Le vannage qui se ferme permet l'élévation du piston, ce soulèvement entraine une chute de pression et l'écoulement de l'eau. Mais l'action d'un contre-poids et le rôle du trou dans le clapet permet le retour à la normale, avec le piston qui se ferme.

#### Moteurs
Le fonctionnement de bougie d'allumage, sur certains moteurs thermiques, peut être amélioré par un courant d'air au point où éclate l'étincelle, provoqué par le soulèvement opportun d'un clapet. Le flux d'air apporte un remous favorable à la combustion, tout en facilitant le refroidissement de la bougie. Dans le cas de la distribution créée par l'ingénieur Carl Benz pour son moteur et adaptée à Paris par les fils A. Piat à la Belle Époque, un clapet, manœuvrable de l'extérieur, régule l'arrivée des gaz dans des capacités secondaires, ce qui permet d'assurer à l'admission un mélange gazeux adéquat. La canalisation de gaz d'un moteur comporte un clapet à fermeture automatique entre la cloche, structure régulatrice de pression par expansion, et le cylindre. Ce clapet s'ouvre lors de l'aspiration crée par le moteur, et se ferme aussitôt que le flux sortant cesse, faisant fonction de clapet anti-retour des gaz brûlés, à fonction de protection. La compression de l'air, grâce à des pompes, peut employer divers clapets associés aux corps de pompes. Les moteurs de forte puissance emploient en 1880 des compresseurs, sorte de pompes à air établies avec des clapets ou des lumières, qui sont mus par une transmission intermédiaire actionnée, en fonction des besoins du moteur. Le clapet à air comprimé se retrouve dans la mise en marche Fielding. Les clapets d'admission d'air et de gaz sont des organes essentiels du moteur à gaz, breveté en 1870 par Alexis de Bisschop. Le moteur Taylor Perfecta utilise un clapet de mise en route, disposé latéralement sur la culasse, et faisant entrer l'air comprimé.

#### Autres moteurs: gazogènes et moteurs industriels à pétrole
Le gazogène à insufflation Dawson utilise une boîte à clapet pour diriger le gaz vers le barillet et le laveur, alimentant en gaz purifié le gazomètre. Lorsque le gazomètre ou réservoir de gaz flexible est rempli, en position haute, s'opère la fermeture du clapet sur le conduit d'air soufflé entre le ventilateur et le gazogène. L'air du ventilateur est alors rejeté à l'extérieur du dispositif, ce qui permet impérativement que le moteur soit alimenté sur le gazomètre. Pendant l'allumage du gazogène Gardie, un clapet peut obturer le conduit de tirage, c'est-à-dire la cheminée d'évacuation des fumées. La cheminée d'allumage du gazogène Riché située au-dessus de la cuve en partie haute recueille le flux d'air du ventilateur posé en partie basse dispose d'un clapet : lors de l'allumage, après que le vaporisateur soit rempli d'eau, il est ouvert, et permet l'évacuation des produits de combustion. Le clapet fermé, le gaz jugé combustible emprunte le circuit d'épuration vers le gazomètre. Dans le cas du gazogène Dubridge, c'est la trémie qui verse le combustible qui, pour enrayer les fuites de gaz par son ouverture, est protégée par un clapet.
Le moteur à pétrole horizontal Gardner emploie un clapet pour assurer le débit du liquide carburant sous pression, à partir du réservoir à pétrole. Ce clapet est manœuvré par un régulateur agissant sur le piston du clapet, et assurant le réglage au goutte à goutte dans le godet d'alimentation du vaporisateur. Les gros moteurs de Dion-Bouton se caractérisent par l'usage de deux types de clapets : d'abord les soupapes ou clapets du moteur commandés par des cames, ensuite en avant du moteur le clapet de retour d'huile.

#### Électricité et circulation par tube pneumatique
Dans le domaine de l'éclairage électrique, les lampes à arc différentielles de L. Bardon, constructeur à Clichy, disposent d'un clapet : ouvert, il fait communiquer l'air des deux cylindres, mais restant sur son siège, il entraine l'apparition d'un air raréfié dans un cylindre. Dans le cas de la lampe à arc-flamme Beck, un clapet fermé commande un mécanisme amortisseur du piston solidaire du charbon uniquement s'il remonte. Les installations pneumatiques des villes anglaises permettent d'envoyer diverses dépêches, sous la forme d'étuis en feutre renforcés par une armature de gutta-percha, circulant dans un réseau de tubes, non sans frottement provoquant des échauffements. Pour recevoir un étui, l'opérateur récepteur ferme l'extrémité de conduite générale par un clapet à charnière garni de caoutchouc, puis connecte la conduite au réservoir à vide. La forte aspiration attire l'étui au poste d'arrivée, où il ouvre automatiquement le clapet à charnière, jusque là fermé par la pression atmosphérique. L'étui étant attiré vers l'intérieur de la conduite, il suffit de fermer le robinet à vide pour récupérer l'étui.

### Instrument du foulage dans la vieille industrie drapière et textile
Le "clapet de plissement" sert dans les foulons à percussions pour les tissus, c'est une simple planche en bois, articulée à une de ses extrémités, sur laquelle appuie une touche dont la pression est réglée par un levier à contre-poids. Cette planche force l'étoffe à se replier et se tasser plus ou moins fortement dans la trompe de guide, qui la dirige vers le tablier de foulage.

### Métaphore du clapet
En sortie du gazogène, le gaz produit traverse en barbotant une cuve remplie d'eau qui le purifie, retenant en partie ses goudrons et poussières. Ce dispositif est parfois dénommé métaphoriquement "clapet hydraulique", voire "clapet automatique antiretour" car le gaz ainsi purifié sommairement ne peut en principe retourner dans le gazogène.

### Autres liens
- Notice dans un dictionnaire ou une encyclopédie généraliste :   - Britannica
- Notices d'autorité :   - GND
  - Tchéquie
- Définition TLFi
- Clapets pour réseau d'eau potable et d'assainissement
- Problème du clapet à l'estomac